# Alberto Fantacone
Alberto Fantacone (Roma, 25 settembre 1916 – Roma, 24 marzo 1944) è stato un militare e partigiano italiano, vittima dell'eccidio delle Fosse Ardeatine, medaglia d'argento al valor militare alla memoria.

## Biografia
La sua famiglia era originaria di Esperia (Frosinone). Fu tenente del 2º Reggimento bersaglieri, ebbe gravi danni alla gamba sinistra poco dopo l'inizio della seconda guerra mondiale per i postumi della ferita riportata sul fronte greco-albanese: per tale motivo fu decorato con croce di guerra e messo in congedo.
Conseguì la laurea in giurisprudenza nel 1942 e l'8 settembre 1943 era ad Arezzo, si rifiutò di aderire alla Repubblica Sociale Italiana e riparò a Roma con moglie e figlia. Divenne miliziano della partigiana Banda Neri sorretta dal Partito d'Azione col compito specifico di fornire ai compagni false documentazioni per la loro attività clandestina. Fu catturato dalle SS su delazione di spie al loro soldo.
Successivamente venne portato al carcere di Via Tasso e rinchiuso nella cella nº13. Fu tradotto successivamente a Regina Coeli il 23 febbraio e nello specifico cella nº 278 nel braccio destinato ai detenuti politici.
Fu trucidato alle Fosse Ardeatine. Ebbe la decorazione della medaglia d'argento al valor militare.